# 7-Gabrovo (circonscription électorale)
Pour les articles homonymes, voir Gabrovo (homonymie).
La circonscription électorale 7-Gabrovo correspond à l'oblast du même nom et envoie 4 députés à l'Assemblée nationale de Bulgarie.

## Résultats électoraux

### Élections législatives de 2022
| Partis                 | Partis                                             | Voix    | %     | Sièges | +/-           | Élus (% valide au vote préférentiel) |
| ---------------------- | -------------------------------------------------- | ------- | ----- | ------ | ------------- | ------------------------------------ |
|                        | Coalition GERB-SDS                                 | 12 046  | 32,05 | 1      |               | Tomislav Donchev (90,44%)            |
|                        | Nous continuons le changement                      | 7 378   | 19,63 | 1      | en stagnation | Radostin Vasilev (80,55%)            |
|                        | Renaissance                                        | 4 550   | 12,10 | 1      | en stagnation | Daniel Petrov (84,37%)               |
|                        | BSP pour la Bulgarie                               | 3 785   | 10,07 | 0      | en stagnation |                                      |
|                        | Mouvement des droits et des libertés               | 1 792   | 4,77  | 1      | en stagnation | Yusein Veyselov (66,52%)             |
|                        | Bulgarie démocratique                              | 1 755   | 4,67  | 0      | en stagnation |                                      |
|                        | Il y a un tel peuple                               | 1 493   | 3,97  | 0      | en stagnation |                                      |
|                        | Réveil bulgare                                     | 1 431   | 3,81  | 0      | Nv.           |                                      |
|                        | Debout.BG ! Nous arrivons !                        | 353     | 0,94  | 0      | en stagnation |                                      |
|                        | VMRO - Mouvement national bulgare                  | 311     | 0,83  | 0      | en stagnation |                                      |
|                        | Bulgarie juste                                     | 153     | 0,41  | 0      | en stagnation |                                      |
|                        | Mouvement des candidats indépendants               | 151     | 0,40  | 0      | en stagnation |                                      |
|                        | Union nationale Attaque                            | 123     | 0,33  | 0      | en stagnation |                                      |
|                        | Voix du peuple                                     | 115     | 0,31  | 0      | en stagnation |                                      |
|                        | Social-démocratie bulgare - EuroGauche             | 99      | 0,26  | 0      | en stagnation |                                      |
|                        | Russophiles pour le renouveau de la patrie         | 98      | 0,26  | 0      | en stagnation |                                      |
|                        | Démocratie directe                                 | 74      | 0,20  | 0      | en stagnation |                                      |
|                        | Front national pour le salut de la Bulgarie        | 67      | 0,18  | 0      | en stagnation |                                      |
|                        | Union conservatrice de la droite                   | 66      | 0,18  | 0      | en stagnation |                                      |
|                        | Union bulgare pour la démocratie directe           | 58      | 0,15  | 0      | en stagnation |                                      |
|                        | Morale, Initiative et Patriotisme                  | 58      | 0,15  | 0      | en stagnation |                                      |
|                        | Coalition pour toi Bulgarie                        | 56      | 0,15  | 0      | en stagnation |                                      |
|                        | La Bulgarie du travail et de l'intelligence        | 48      | 0,13  | 0      | en stagnation |                                      |
|                        | Parti populaire - La Vérité et seulement la vérité | 46      | 0,12  | 0      | Nv.           |                                      |
|                        | Mouvement national - Unité                         | 36      | 0,10  | 0      | Nv.           |                                      |
|                        | Unification nationale bulgare                      | 27      | 0,07  | 0      | en stagnation |                                      |
|                        | Union nationale bulgare - Nouvelle démocratie      | 27      | 0,07  | 0      | en stagnation |                                      |
|                        | Pravoto                                            | 25      | 0,07  | 0      | en stagnation |                                      |
|                        | « Aucun de ces choix »                             | 1 425   | 3,79  | –      | –             | –                                    |
|                        |                                                    |         |       |        |               |                                      |
| Suffrages exprimés     | Suffrages exprimés                                 | 37 588  | 99,67 |        |               |                                      |
| Votes nuls             | Votes nuls                                         | 125     | 0,33  |        |               |                                      |
| Total                  | Total                                              | 37 713  | 100   | 4      | en stagnation | –                                    |
| Abstentions            | Abstentions                                        | 65 318  | 63,40 |        |               |                                      |
| Inscrits/Participation | Inscrits/Participation                             | 103 031 | 36,60 |        |               |                                      |

### Élections législatives de 2023
| Partis                 | Partis                                                | Voix    | %     | Sièges | +/-           | Élus             |
| ---------------------- | ----------------------------------------------------- | ------- | ----- | ------ | ------------- | ---------------- |
|                        | Coalition GERB-SDS                                    | 11 966  | 32,47 | 1      | en stagnation | Tomislav Donchev |
|                        | Nous continuons le changement - Bulgarie démocratique | 7 785   | 21,13 | 1      | en stagnation | Yavor Bozhankov  |
|                        | Renaissance                                           | 6 090   | 16,53 | 1      | en stagnation | Daniel Petrov    |
|                        | BSP pour la Bulgarie                                  | 3 369   | 9,14  | 1      | 1             | Valeri Mitov     |
|                        | Il y a un tel peuple                                  | 1 534   | 4,16  | 0      | en stagnation |                  |
|                        | Mouvement des droits et des libertés                  | 1 473   | 4,00  | 0      | 1             |                  |
|                        | Réveil bulgare                                        | 1 017   | 2,76  | 0      | en stagnation |                  |
|                        | La Gauche !                                           | 951     | 2,58  | 0      | en stagnation |                  |
|                        | Bulgarie neutre                                       | 182     | 0,49  | 0      | en stagnation |                  |
|                        | Ensemble                                              | 153     | 0,42  | 0      | en stagnation |                  |
|                        | Hors de l'UE et de l'OTAN                             | 116     | 0,31  | 0      | en stagnation |                  |
|                        | Voix du peuple                                        | 104     | 0,28  | 0      | en stagnation |                  |
|                        | Union conservatrice de la droite                      | 98      | 0,27  | 0      | en stagnation |                  |
|                        | Parti populaire - La Vérité et seulement la vérité    | 96      | 0,26  | 0      | en stagnation |                  |
|                        | Mouvement national pour la stabilité et le progrès    | 86      | 0,23  | 0      | en stagnation |                  |
|                        | Morale, Initiative et Patriotisme                     | 53      | 0,14  | 0      | en stagnation |                  |
|                        | Social-démocratie bulgare - EuroGauche                | 46      | 0,12  | 0      | en stagnation |                  |
|                        | Union nationale bulgare - Nouvelle démocratie         | 38      | 0,10  | 0      | en stagnation |                  |
|                        | Union bulgare pour la démocratie directe              | 23      | 0,06  | 0      | en stagnation |                  |
|                        | Unification nationale bulgare                         | 20      | 0,05  | 0      | en stagnation |                  |
|                        | Parti socialiste - Voie bulgare                       | 13      | 0,04  | 0      | en stagnation |                  |
|                        | « Aucun de ces choix »                                | 1 634   | 4,43  | –      | –             | –                |
|                        |                                                       |         |       |        |               |                  |
| Suffrages exprimés     | Suffrages exprimés                                    | 36 847  | 98,60 |        |               |                  |
| Votes nuls             | Votes nuls                                            | 523     | 1,40  |        |               |                  |
| Total                  | Total                                                 | 37 370  | 100   | 4      | en stagnation | –                |
| Abstentions            | Abstentions                                           | 64 987  | 63,49 |        |               |                  |
| Inscrits/Participation | Inscrits/Participation                                | 102 357 | 36,51 |        |               |                  |